# Patrimoine résidentiel à Montréal
 (décembre 2019).
Le patrimoine résidentiel à Montréal désigne l'évolution des bâtiments à vocation résidentielle. Elle désigne en particulier les types de logements construits depuis la fondation de la ville.
La construction résidentielle à Montréal se divise en plusieurs catégories. La protection contre le froid, les incendies, le sol argileux, la présence de calcaire, le coût des terrains et la prépondérance de locataires ont influencé les modes de construction.

## Maison villageoise

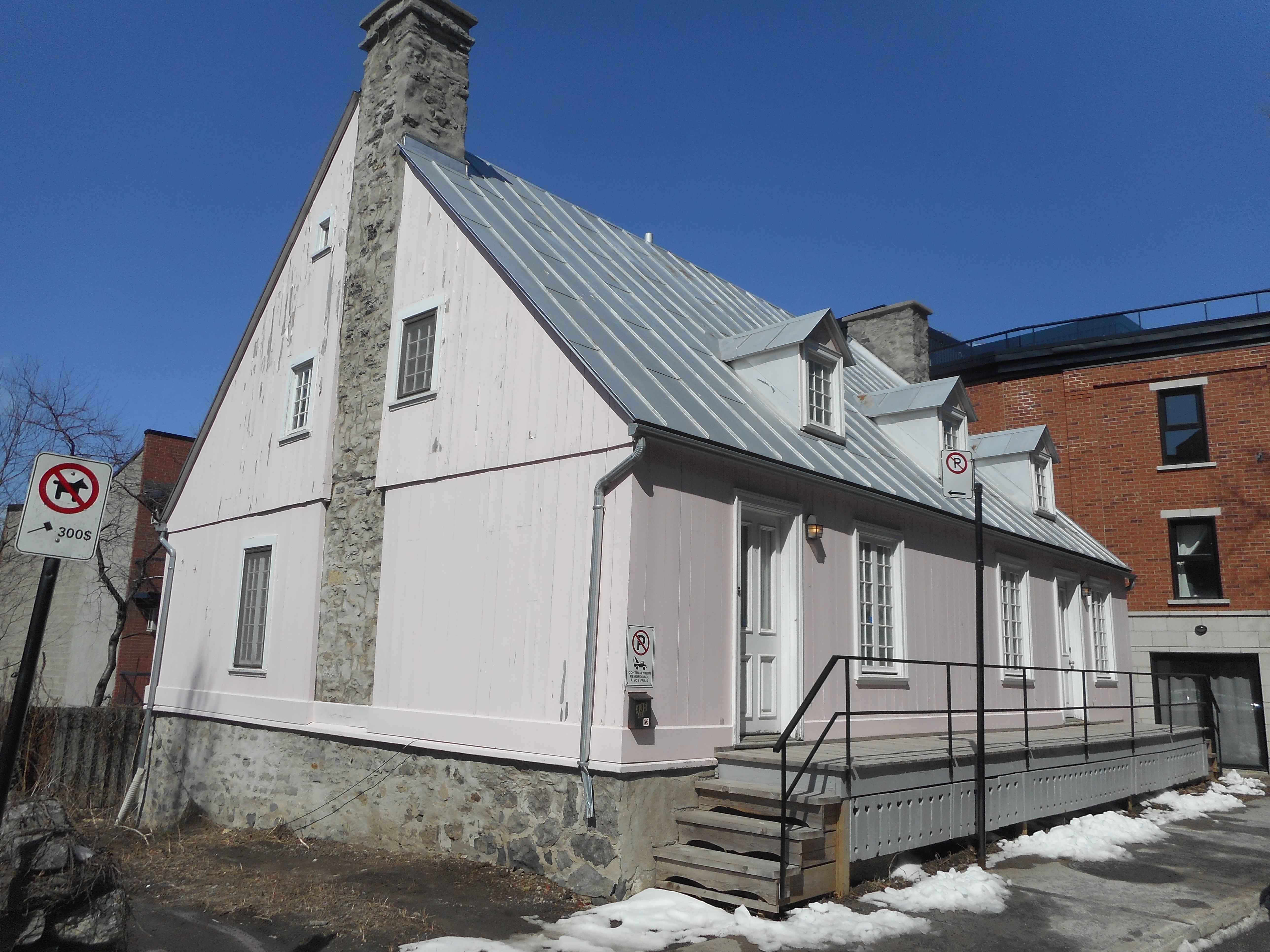
Maison Brossard-Gauvin

À partir de 1727, les maisons sont construites en pierre au lieu d'en bois afin d'assurer une meilleure protection contre les incendies. À l'extérieur des fortifications cependant, des maisons continuent d'être construites en bois. Ce sera le cas jusqu'en 1852 quand la construction en bois devient interdite à la suite du tragique incendie de cette année. Ces maisons construites dans les petits villages attenants sont généralement de petite dimension avec un toit à pignon à pente raide, avec galerie ou accès direct au niveau du sol.

## Maison traditionnelle

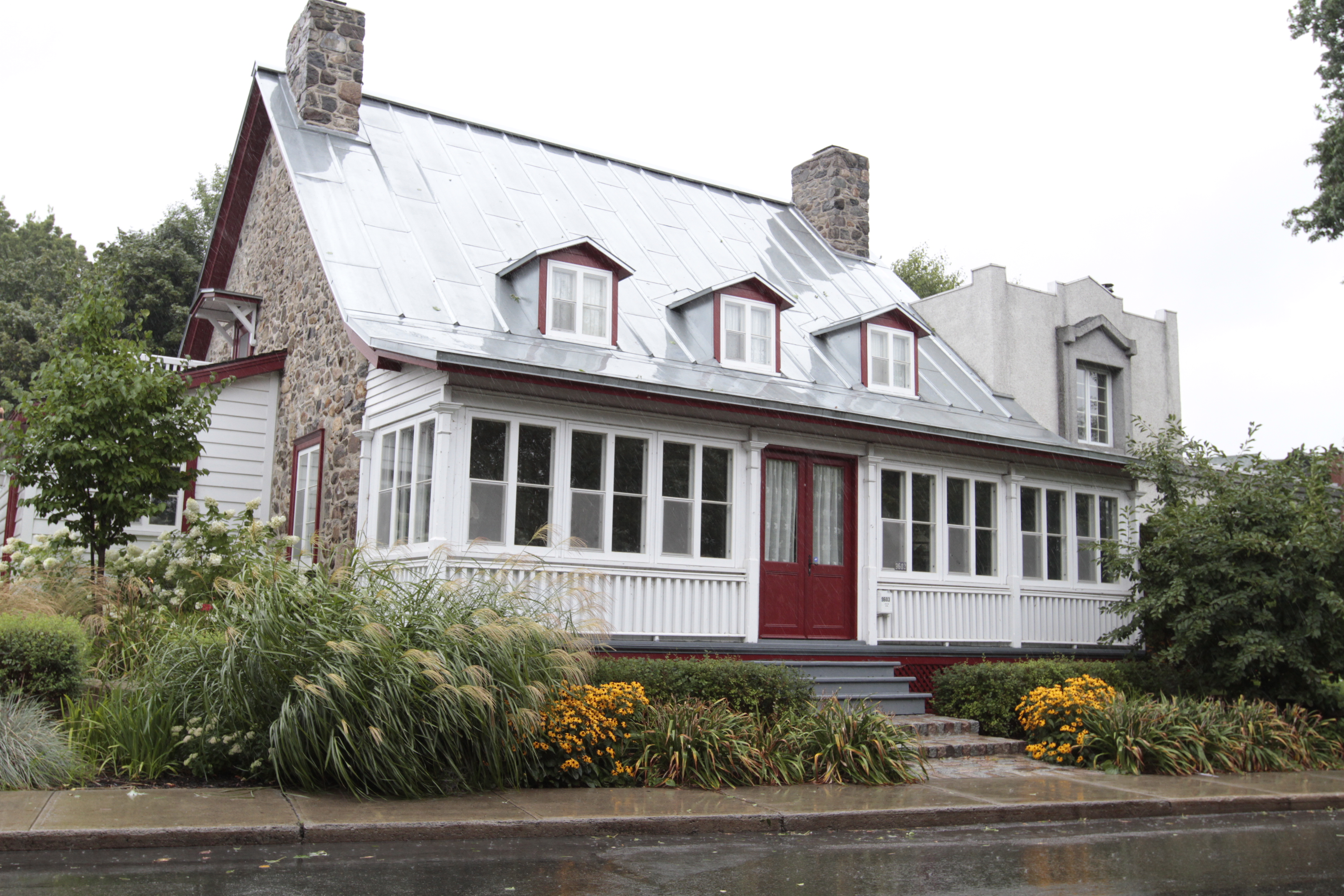
Maison De Lorimier-Bélanger

Construite en pierre, elle se caractérise surtout par son toit à pignon à pente recourbée, de manière que la neige ne tombe pas directement sur le sol, mais soit plutôt ralentie et projetée un peu plus loin. À Montréal, si elle est attenante à d'autres maisons, elle possède des murs coupe-feu, surélevés par rapport à la toiture de manière à empêcher la propagation du feu.

## Maison en rangée

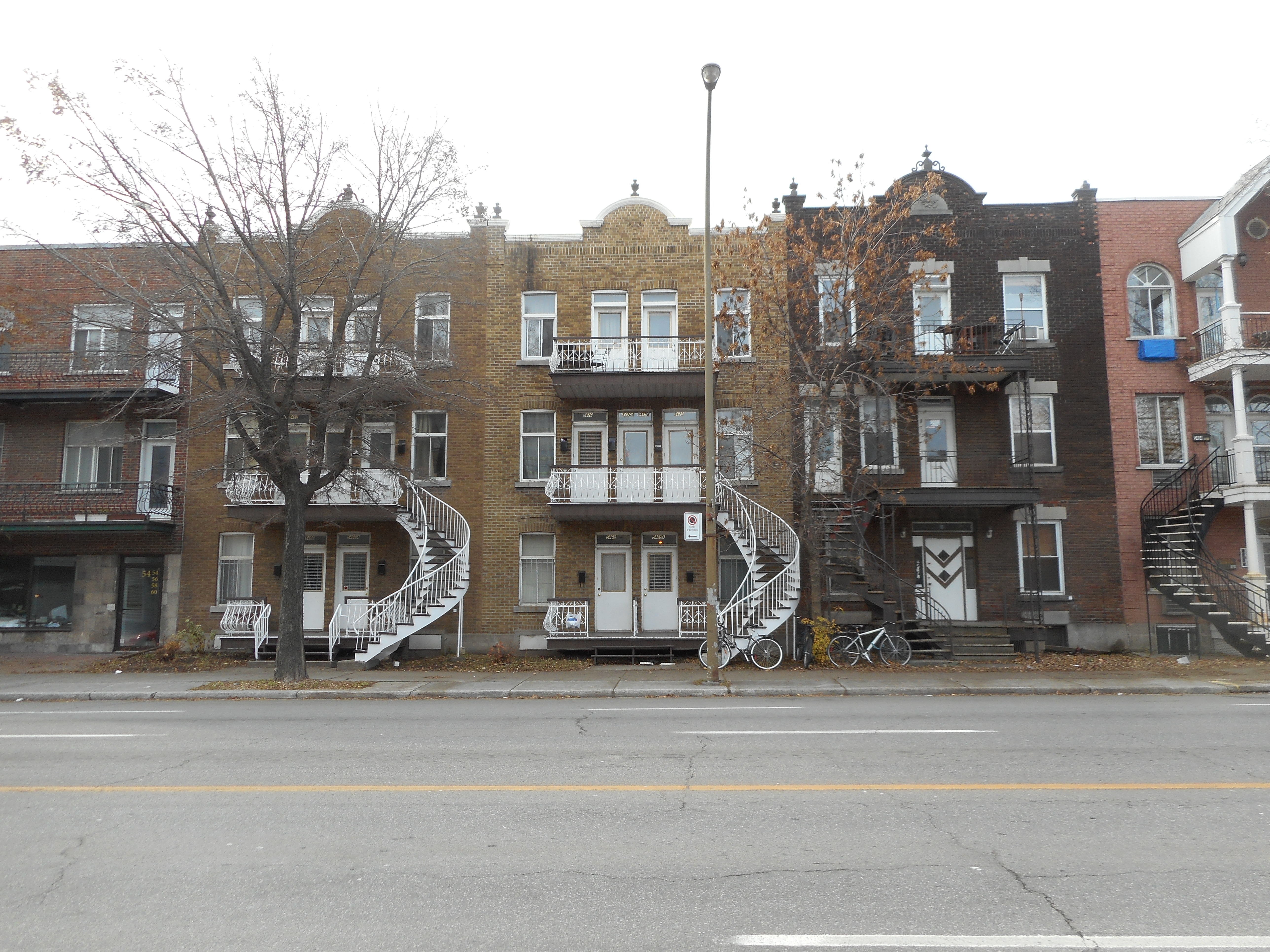
Maisons en rangée sur la rue Saint-Denis

Particulièrement typiques, les maisons en rangée font leur apparition vers les années 1860 dans le but d'héberger les familles d'ouvriers affectés aux grand travaux. D'apparence identique, elles se succèdent, séparées par un mur coupe-feu intérieur. D'abord à toit à pignon mansardé, elles intègrent le toit plat à partir de 1885, surtout par souci d'économie. Ces toits sont recouverts de papier goudronné qui vient de faire son apparition et sont légèrement inclinés pour permettre l'écoulement de l'eau par un conduit intérieur. Elles sont à deux ou trois étages, dotés alors d'un escalier extérieur.
Le plus souvent, ces maisons sont recouvertes de briques. L'alignement était quelquefois percé d'une porte cochère qui permettait l'accès à l'arrière des logements. La ruelle, qui fait son apparition vers les années 1890, remplace peu à peu la porte cochère et permet de récupérer ainsi l'espace perdu.

## Maison contiguë

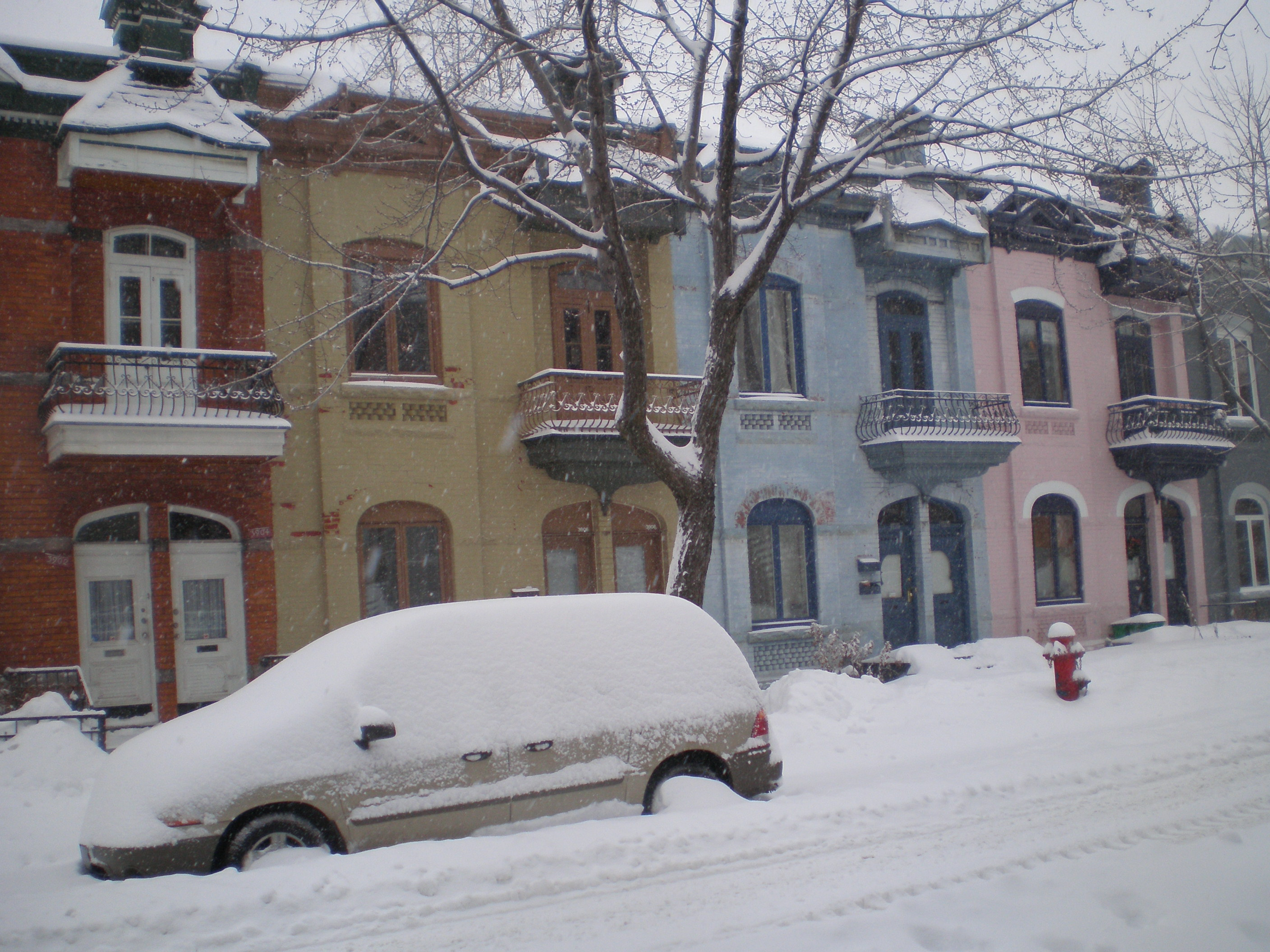
Maisons contiguës

Semblable à la maison en rangée, la maison contiguë se distingue par le fait qu'elle n'est constituée que d'un seul logement, contrairement à la maison en rangée qui peut en contenir plusieurs. Elle est également en général une construction de meilleure qualité et est principalement destinée à la bourgeoisie. Ces maisons sont désignées à Montréal par le terme cottage. 

## Maison semi-détachée

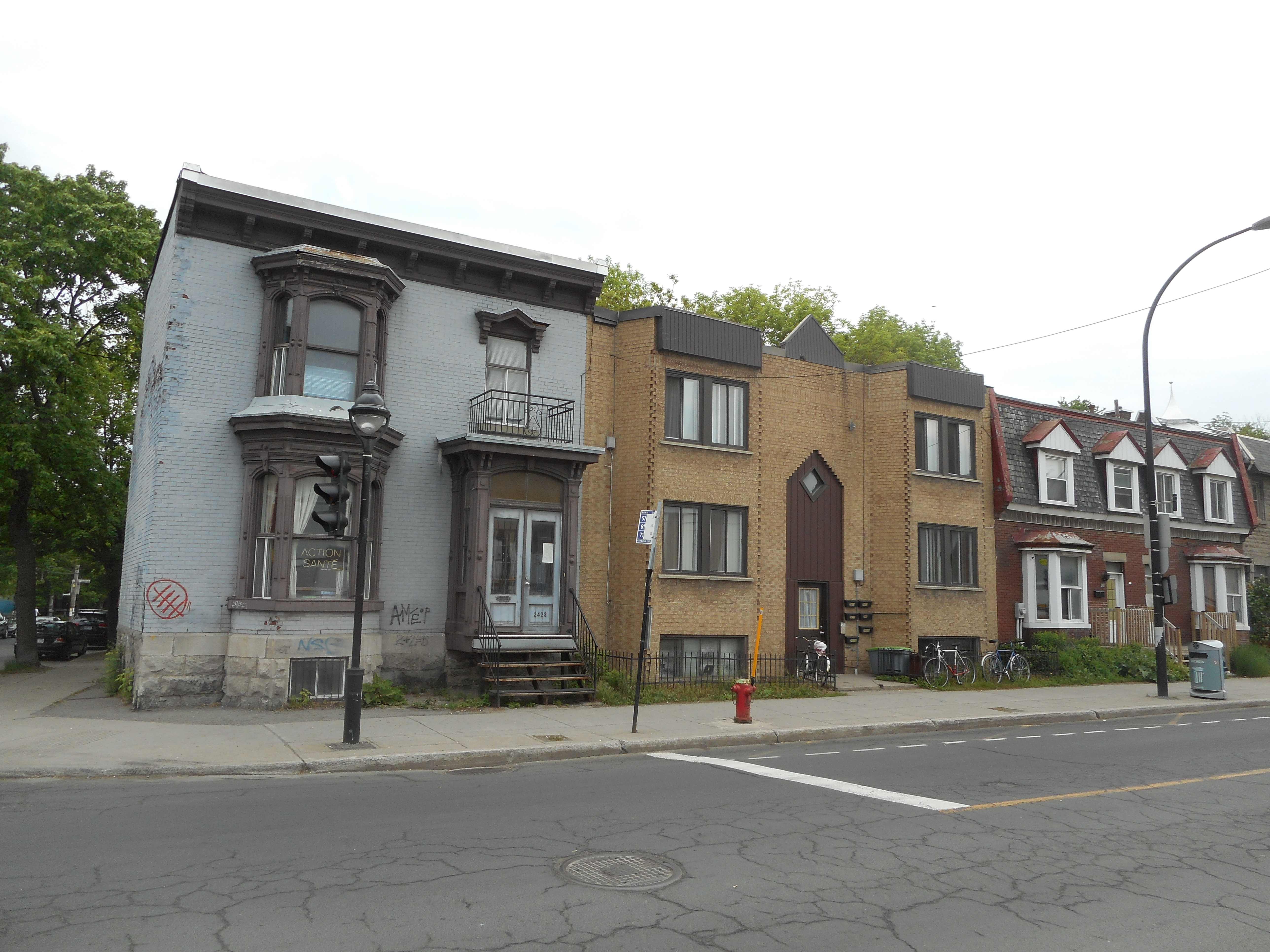
Cottage semi-détaché à Pointe-Saint-Charles

Il s'agit d'une maison en rangée, mais séparée sur un côté. La maison possède donc des ouvertures sur trois côtés. On les retrouve généralement au coin des rues. Il peut s'agir de cottages ou de multiplex, bâtiment à plusieurs logements.

## Maisons shoebox

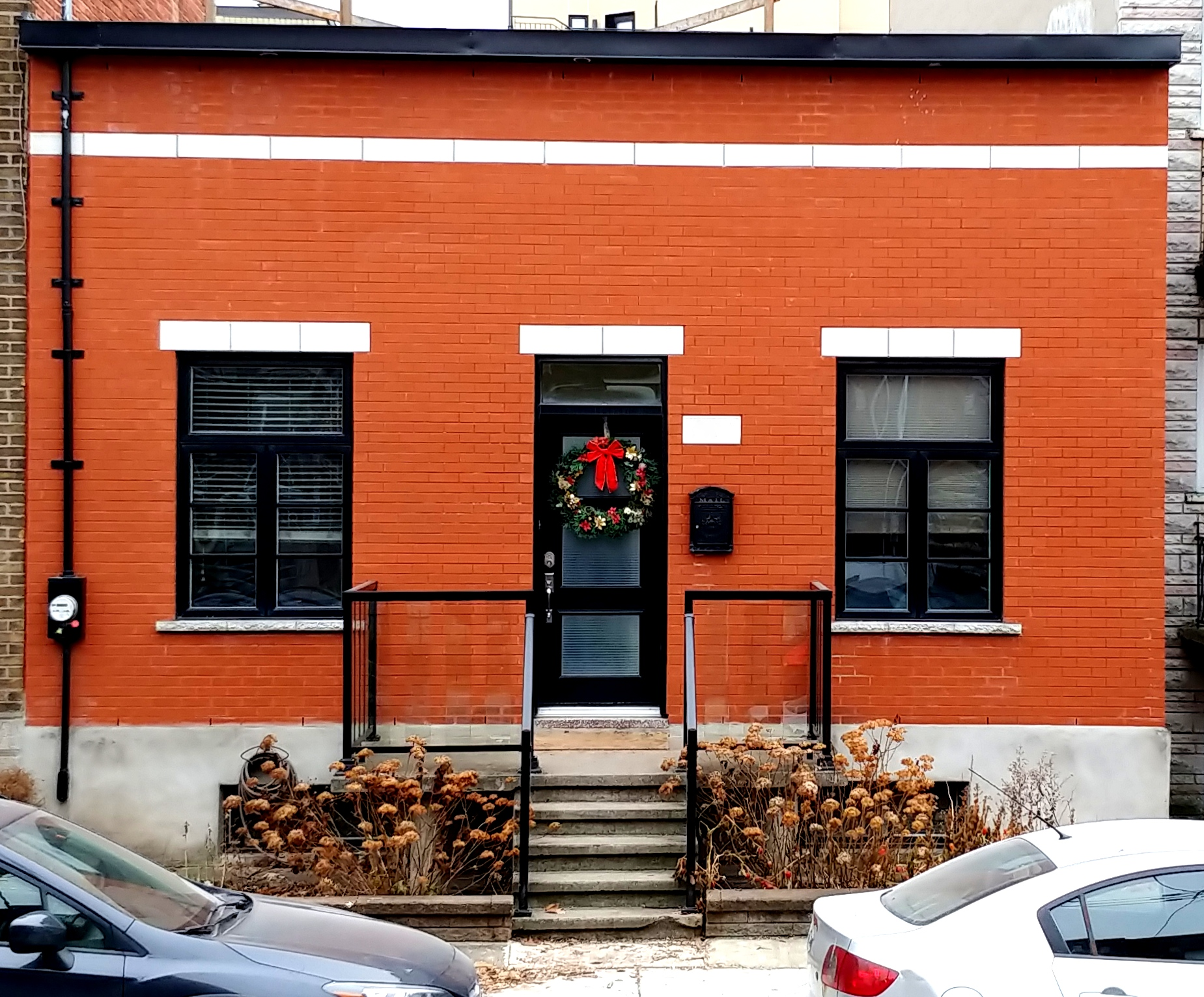
Maison Shoebox sur la rue Saint-Dominique

On désigne ainsi les petites maisons d'ouvriers à un étage et à toit plat. On les retrouve dans la plupart des quartiers. Très nombreuses auparavant, elles tendent à disparaître au profit de logements mieux adaptés aux besoins contemporains.

## Immeuble d'habitation

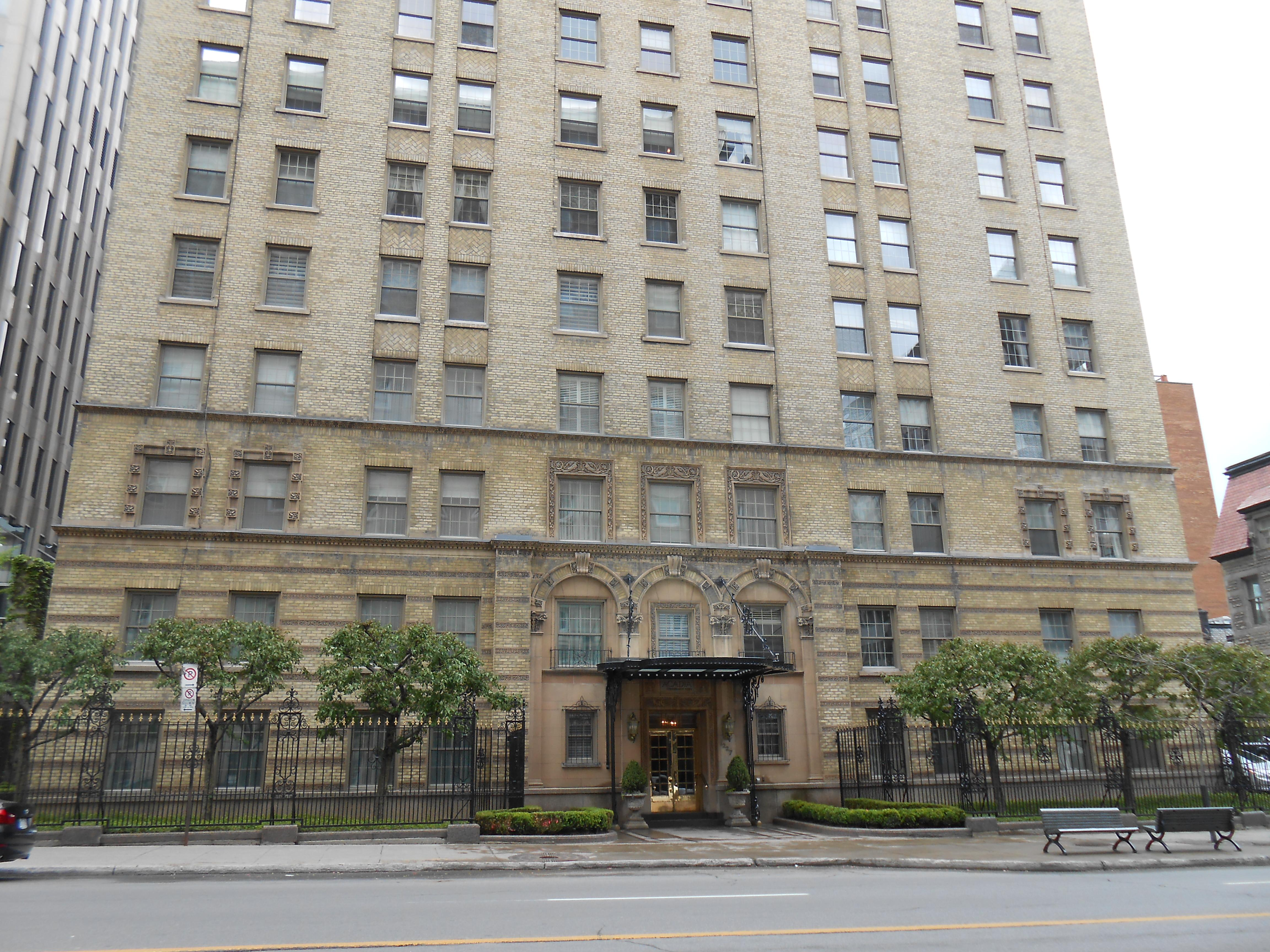
Appartements Acadia sur le rue Sherbrooke

Aussi appelé bloc d'appartements ou maisons de rapport, ce type d'immeuble désigne les multilogements de plus de six logements (les sixplex ou 6plex). Généralement de forme rectangulaire (bloc), ils peuvent contenir plusieurs dizaines de logements. Les unités peuvent être distribuées entre plusieurs immeubles reliés entre eux.

## Tour à condos

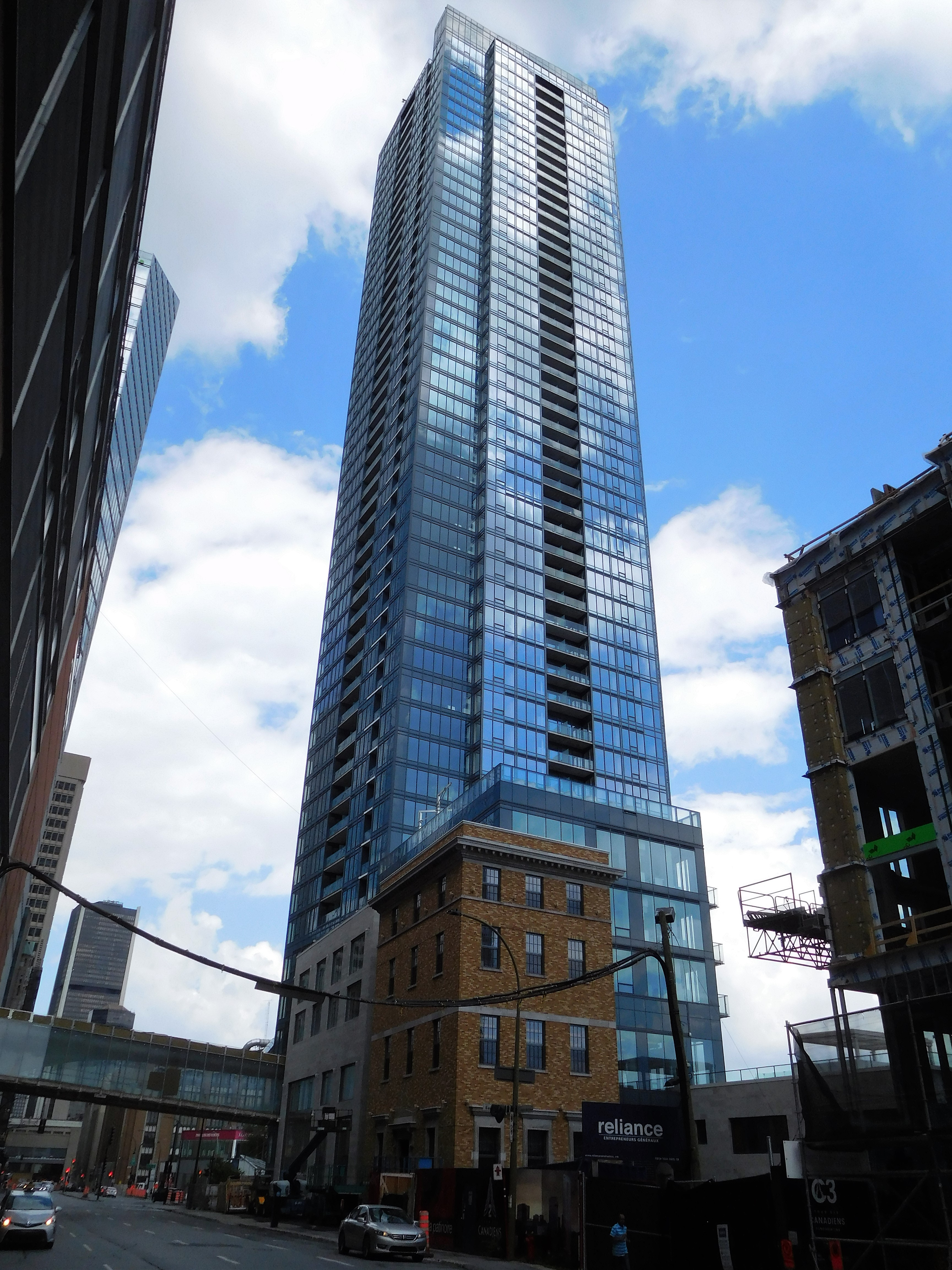
La Tour des Canadiens 2

Il s'agit d'un modèle plutôt récent de tour d'habitation en copropriété. Ces tours construites en hauteur peuvent contenir plusieurs centaines de logements.